# Sebastiano Serlio

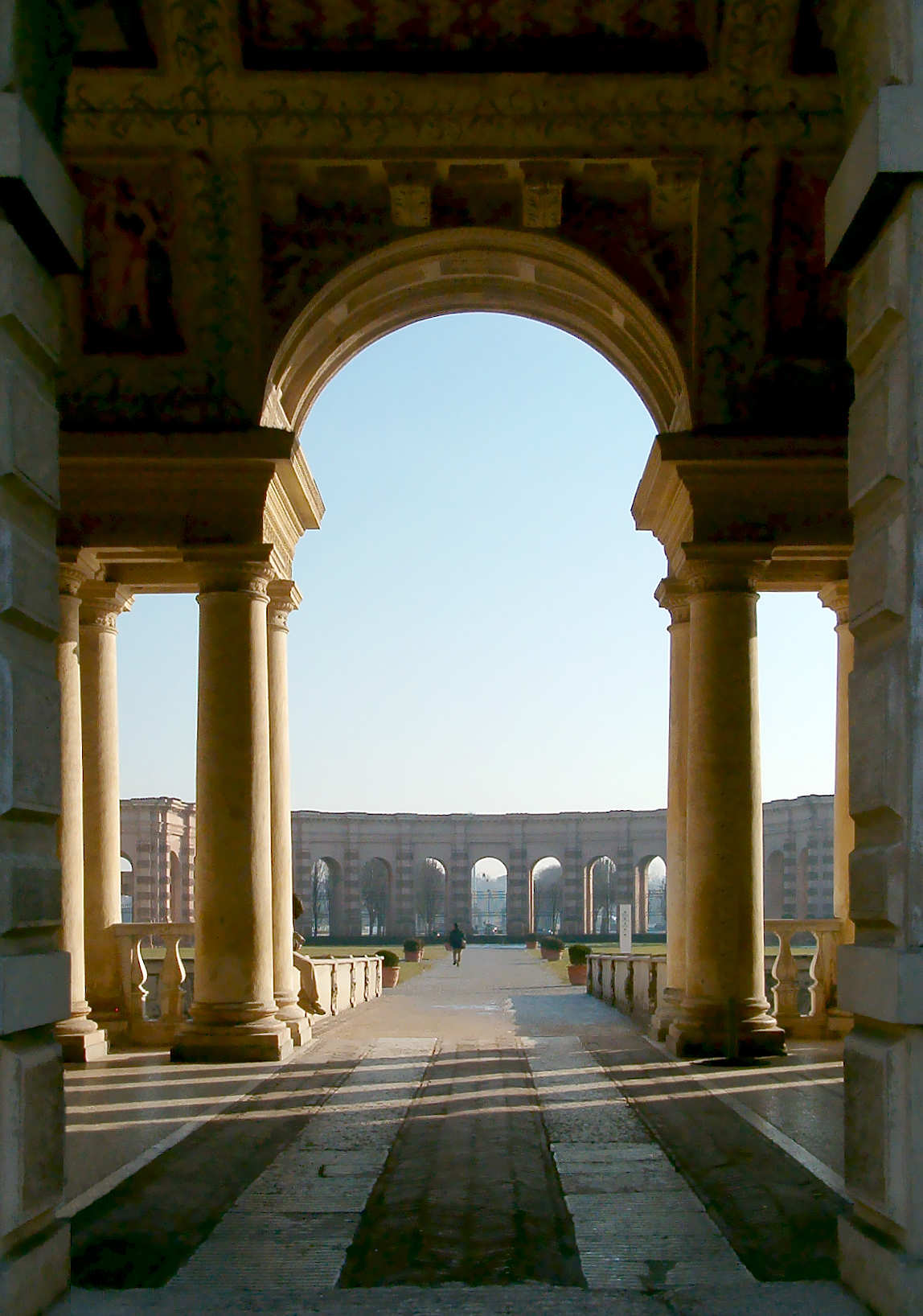
Exempel på det serlianska motivet i Palazzo del Te i Mantua.

Sebastiano Serlio, född 6 september 1475 i Bologna, död 1554 i Fontainebleau, var en italiensk arkitekt och arkitekturteoretiker.

## Biografi
Serlio bosatte sig 1540 i Frankrike, där han etablerade en betydligt mognare klassicistisk arkitektur än den som funnits där tidigare. 1546 ritade Serlio slottet Ancy-le-Franc för greven Antoine III de Clermont, en betydelsefull person vid den franske kungen Frans I:s hov. Det var det första franska slottet med regelbunden plan som bestod av en fyrkantig gård omsluten av identiska flyglar. I Serlios ursprungliga ritningar hade taket en svag lutning, men när slottet byggdes blev taket brantare, vilket var i överensstämmelse med den franska traditionen och det nordligare klimatet. 
Serlio utövade ett stort inflytande genom sitt arkitekturteoretiska verk I Sette libri dell'architettura, publicerat 1537.
Serlio har givit upphov till serliana eller serlianska motivet, som är ett arkitektoniskt element med en rundbåge flankerad av två symmetriska öppningar med arkitraver. Mellan rundbågen och öppningarna står kolonner.